# Club Náutico de Burriana

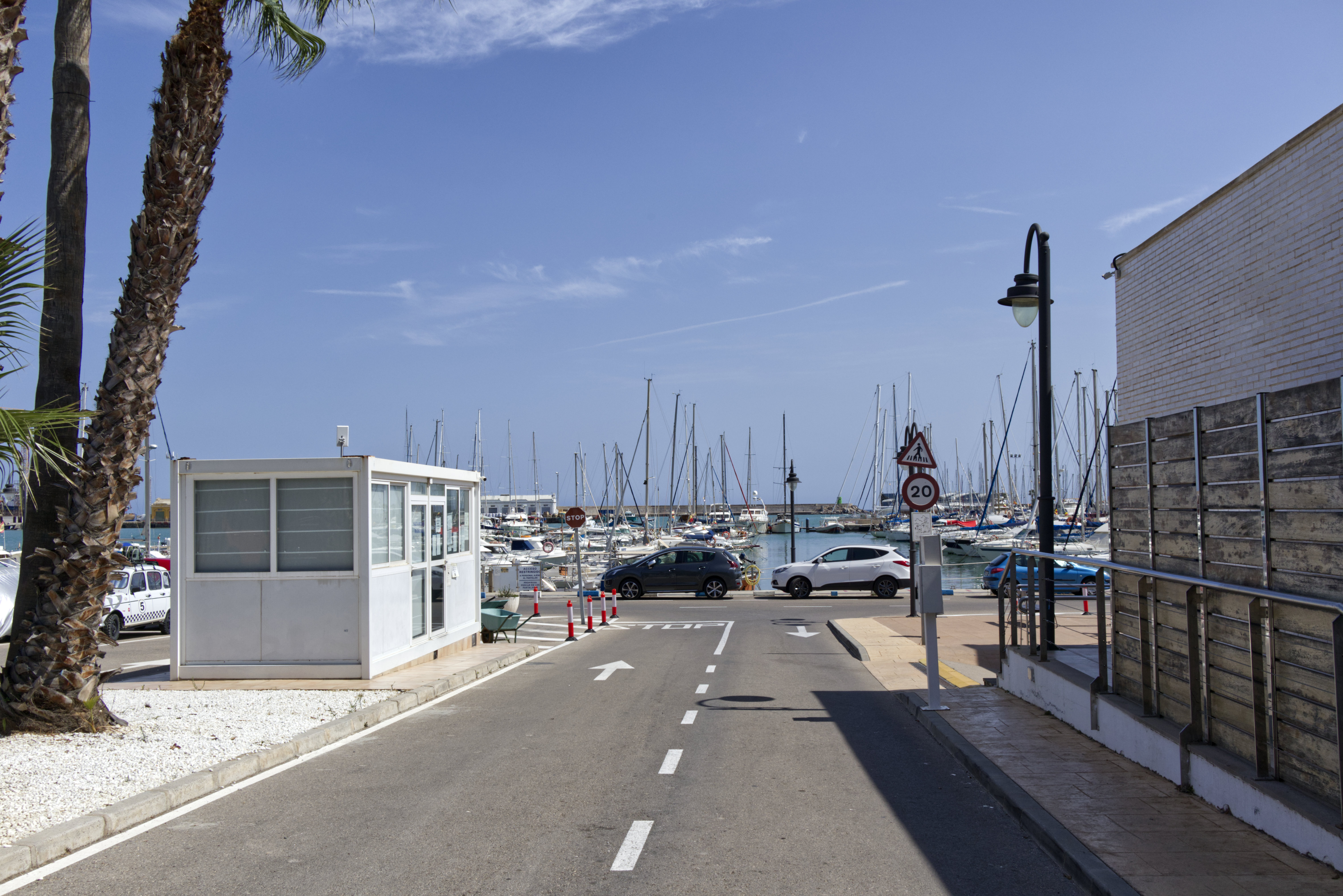
Entrada al Club Náutico de Burriana

Contraseña de la provincia marítima de Castellón a la que pertenece.

El Club Náutico de Burriana se sitúa en el municipio de Burriana, en la provincia de Castellón (Comunidad Valenciana, España).  

## Historia
Fundado en 1972, el Club Nautic Burriana comenzó a funcionar con un pantalán flotante, con capacidad para amarrar ochenta embarcaciones, el cual pronto se vio desbordado por la gran cantidad de petición de amarres. Se prolongó el mismo dando capacidad para ciento veinte atraques. Y debido al aumento de socios y embarcaciones, ha sido necesario instalar otros cuatro pantalanes, uno de ellos fijo, disponiendo en la actualidad de 400 puestos de amarre.
Entre los numerosos concursos de pesca organizados por el Club, cabe destacar el celebrado en septiembre de 1982, para el preselectivo del II Campeonato del Mundo de Pesca de Altura, habiéndose clasificado el equipo del Club formado por los socios José Luis Muñoz Peirats, Antonio Segarra Giner y Francisco Almela Mingarro, asistiendo en representación de España al mencionado Campeonato en Tenerife en octubre de 1982 y alzándose con el título de Campeón del Mundo de la especialidad.
En 1.983 se celebró el Campeonato de España de Pesca Deportiva desde embarcación fondeada o al pairo. Un representante de nuestro Club, concretamente el presidente del mismo, Vicente Aguilar Marco, se alzó con el triunfo al clasificarse en primer lugar.

## Actividad deportiva
El Club está federado en las especialidades de Subacuáticas, Motonáutica, Pesca y Vela y dispone de Escuela con monitores propios donde se enseña y practica Vela y Remo.